# 百葉箱

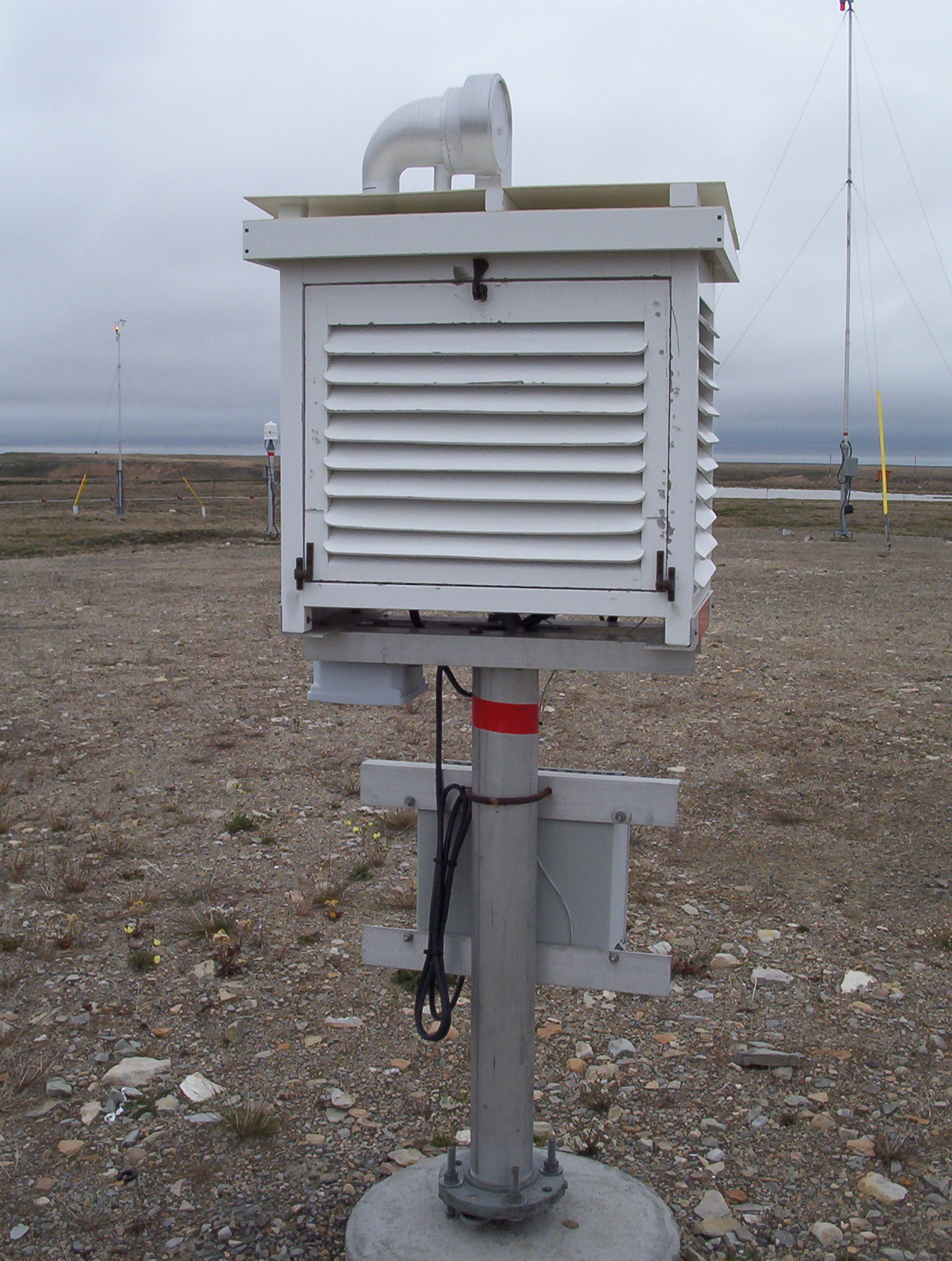
百葉箱外觀

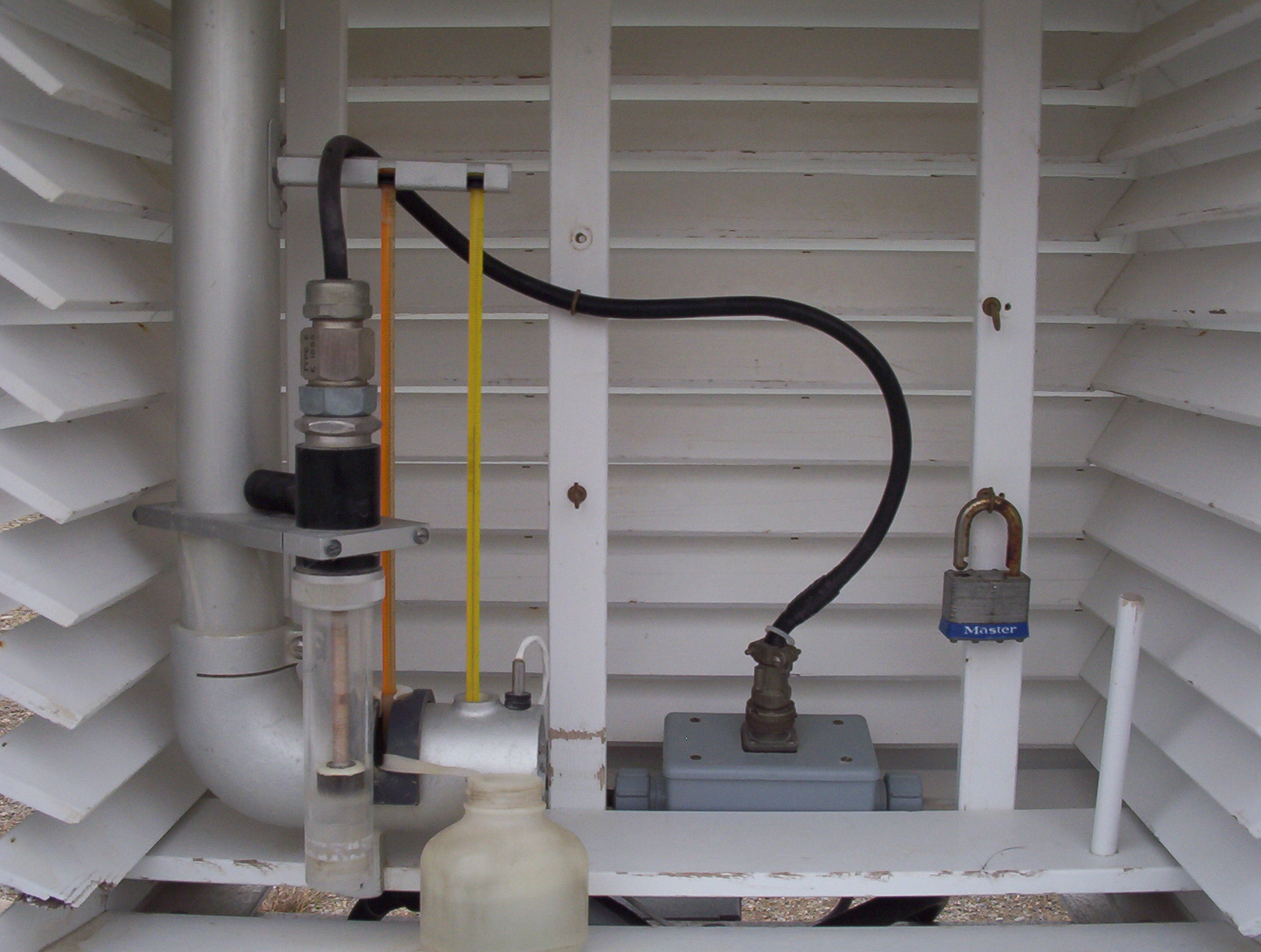
百葉箱內部

 百葉箱又稱之為史蒂文生式百葉箱，是氣象台的標準設備。它是用來收納氣象用測量儀器的設施，通風良好，但又可避免儀器受到直接降雨及太陽輻射等干擾。理想的百葉箱可提供與外界空氣相同的環境變化。通常，百葉箱內部有數種儀器，如乾濕球溫度計、 最高最低溫度計、通風乾濕計、自記溫濕度儀、室內蒸發皿、草溫計等。在標準的百葉箱中所測得的溫度結果可與其他地區及過去的記錄比較。

## 歷史
百葉箱是由英國土木工程師湯瑪士·史蒂文生（Thomas Stevenson，1818-1887）與父親羅伯·史蒂文生（Robert Stevenson）一同發明。

## 構造
百葉箱主要使用雙層百葉，型狀為方形的箱子，常見的材質有木、塑膠。
世界氣象組織 (WMO) 所規定的溫度計高度是介於1.25米至2米之間。

## 尺寸
內部尺寸可視儀器多寡而有所調整，常用的有大、中、小三種。大型者內部寬度為長78.6公分，宽93.6公分，高106公分。中型者長、宽各65公分，高75 公分。小型者長48公分，宽62公分，高48公分。原始設計箱子頂部應為兩層中空的石棉板，但因石棉是致癌物質，石棉板已被其他材質的層板取代。箱子的外部粉刷成白色以反射輻射，每兩年並再粉刷一次。

## 位置
百葉箱的放置位置要避免樹蔭和建築物的影響。加拿大環境局提供的建議是應距離樹或建築物垂直高度的兩倍之遠。（比方說，距離任何10米左右的樹20米遠。）在北半球，門的開口應向著北方以防太陽直射在溫度計上。在極地地區，由於陽光可能24小時由不同的區域照射，觀測人員需特別注意避免陽光直射及人員的體溫影響溫度計的正確記錄

## 未來
某些地區已用整合式的自動氣象站取代百葉箱，以及其他獨立的測候儀器來觀測天氣。

## 其他
- 溫度計
- 濕度計
- 百葉